# August Huth (Theologe)
Ernst Ludwig August Huth (geboren am 3. Juli 1804 in Michelstadt; gestorben am 26. Dezember 1874 in Jugenheim) war ein deutscher evangelisch-lutherischer Pfarrer. Er war ein früher Vertreter der Erweckungsbewegung im Großherzogtum Hessen.

## Leben

### Familiärer Hintergrund und Ausbildung
August Huths Eltern waren der Jurist und Darmstädter Hofgerichtsrat Otto Philipp Christian Huth und Maria geb. Eisenhart. Ab Herbst 1821 studierte er Theologie an den Universitäten in Gießen und Jena. Nach erfolgreichem Abschluss des Studiums 1825 war er in Darmstadt als Hauslehrer sowie als Religionslehrer an öffentlichen Schulen tätig, seit 1829 als Freiprediger.

### Pfarrdienst

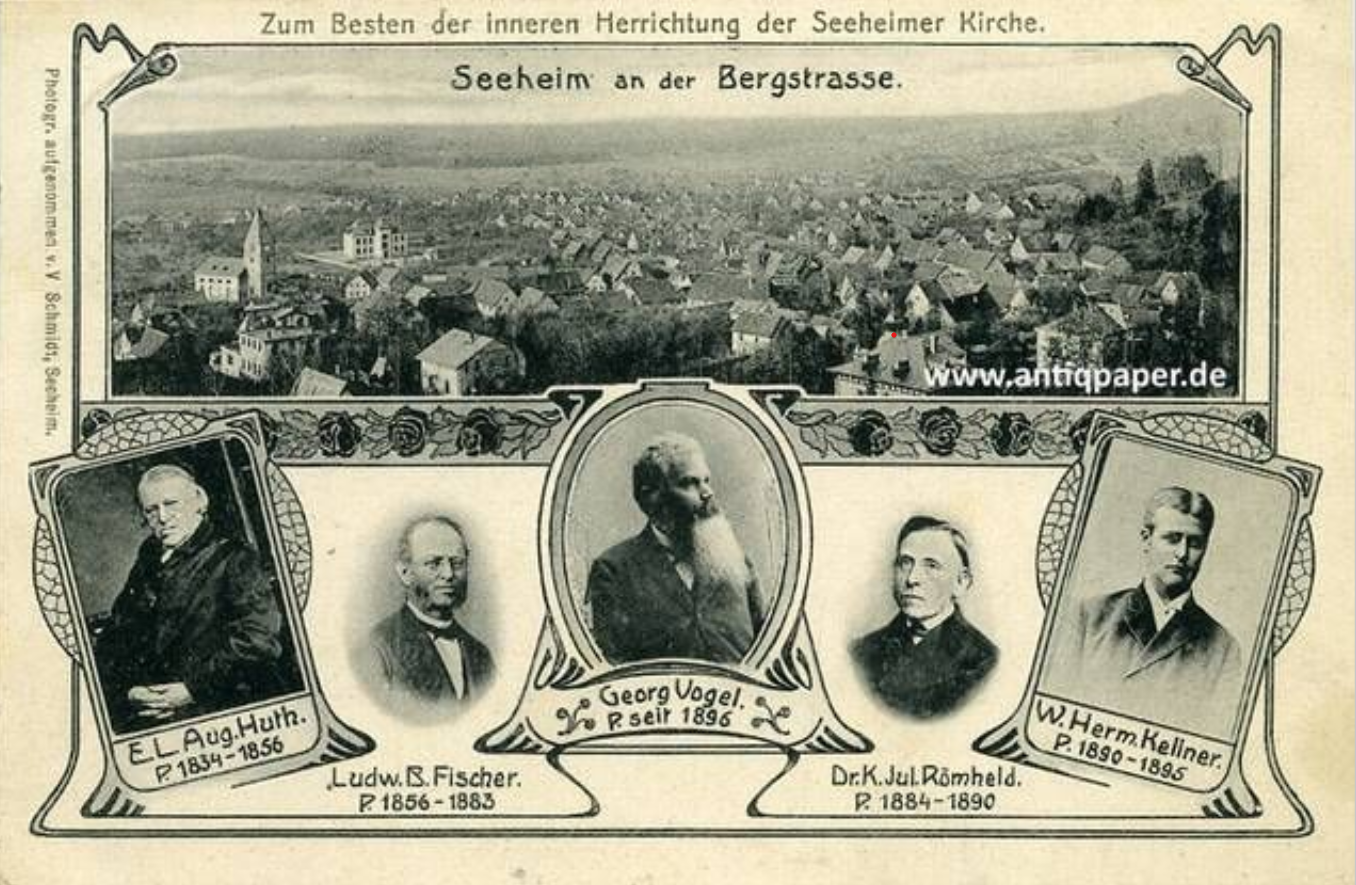
„E. L. Aug. Huth“ (unten links) als einer von fünf Pfarrern der Laurentiuskirche in Seeheim;
(Ansichtskarte, um 1900)

Seine erste Gemeindepfarrstelle trat Huth 1834 in Seeheim an. Er führte dort die alte lutherische Agende ein und positionierte sich in Predigten gegen den Rationalismus, der die Landeskirche von Hessen-Darmstadt vor 1848 stark prägte. Huth gehörte mit Philipp Heber, Franz Joseph Helferich und Friedrich Haupt zu einem Freundeskreis bekenntnistreuer Pfarrer, die als die „vier hessischen H“ bekannt waren.
Prinzessin Elisabeth von Hessen und bei Rhein, die sich im Großherzogtum Hessen bereits ab 1836 aktiv für die Belange der Armen und für die entstehende Innere Mission einsetzte, hielt sich öfter im Seeheimer Schloss auf. Sie besuchte trotz Kenntnis der Mängel seiner Predigt Huths Gottesdienste, schätzte seine Bibelorientierung und empfing ihn häufig zu religiösen Gesprächen.
Nachdem er von Kollegen beim Dekan angezeigt worden war, weil er im Pfarrhaus regelmäßige Abendversammlungen hielt, dem Reiseprediger Felician Martin von Zaremba gestattete, in Seeheim eine Missionsstunde zu halten und außerdem pietistische Schriften verbreitete, wurde Huth das Abhalten von Bibel- und Missionsstunden in einem Reskript verboten.
Im Advent 1843 hielt Huth eine Gastpredigt in der Kirche von Eberstadt. Seine Bußpredigt stieß auf Kritik. Die Allgemeine Kirchenzeitung dokumentierte den Fall.
Im Jahr 1854 wurde Seeheim zur Hofpfarrstelle erhoben. Am 11. Januar 1856 übertrug der Großherzog Huth die Pfarrstelle Gundernhausen, die er bis zu seinem Tod innehatte. Der Darmstädter Garnisonsfreiprediger Ludwig Fischer trat einen Monat später die Nachfolge Huths in Seeheim an.

### Einsatz für die Äußere und Innere Mission
Am 21. September 1843 wurde in der Frankfurter Paulskirche die Satzung beschlossen, mit der die sächsische Gustav-Adolf-Stiftung und der hessische Diasporaverein zum Evangelischen Verein der Gustav-Adolf-Stiftung vereinigt wurden; Huth war unter den Teilnehmern.
Auf dem ersten hessischen Missionsfest am 29. August 1848 in Oppenheim berichtete Huth über die Arbeit der Äußeren Mission besonders in Neuseeland und Madagaskar. Einen Monat später gehörte Huth zum Vorstand des Evangelischen Vereins für innere Mission im Großherzogtum Hessen, der im September 1848 an der Versammlung zur Gründung eines deutschen evangelischen Kirchenbundes in Wittenberg teilnahm. Johann Hinrich Wichern hielt dort eine programmatische Rede, die zur Gründung des Centralausschusses für die Innere Mission der deutschen evangelischen Kirche führte. Der hessische Verein umfasste zwar auch die äußere Mission, trat dem Zentralausschuss jedoch nur in seiner Eigenschaft als Verein für die Innere Mission bei. Am 29. August 1849 fand das von Huth organisierte zweite hessische Missionsfest auf dem Kreuzberg bei Seeheim statt, an dem Besucher aus über 50 Gemeinden des Großherzogtums und auch aus Kurhessen und Baden teilnahmen. Diese Veranstaltung sollte die Missionsarbeit in verschiedenen Gemeinden bekannt machen und fand jährlich an wechselnden Orten statt.
Huth nahm am vierten deutschen evangelischen Kirchentag 1851 in Elberfeld als Delegierter der „freien hessischen Predigerconferenz auf dem Sandhof bei Frankfurt a. M.“ teil.

### Tod und Begräbnis

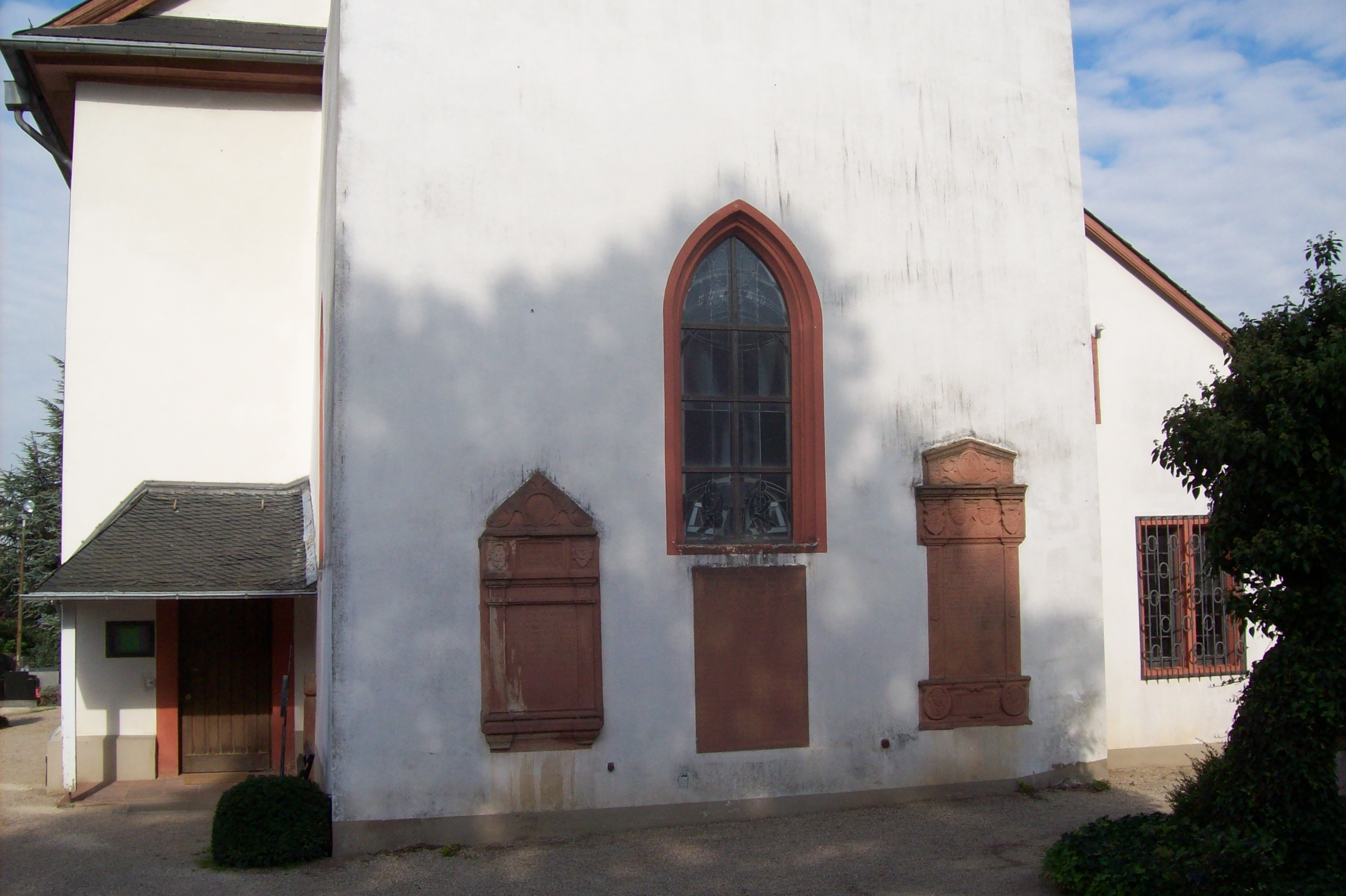
Kirchturm der Laurentiuskirche (Seeheim), Mitte: Gedenkplatte für Pfarrer Huth

Huth starb am 26. Dezember 1874 in Jugenheim. Er wurde auf dem Friedhof der Seeheimer Laurentiuskirche beigesetzt. Eine Gedenkplatte an der Kirche erinnert an ihn. Sein von Franz Backofen geschaffenes Porträt schenkte die Tochter der Kirchengemeinde Seeheim.

## Familie
August Huth heiratete am 6. Juli 1830 in Mannheim Johanna Maria Margarethe Julie Elisabeth, die Tochter des dortigen Großherzoglich Badischen Oberhofgerichtsrats, Peter Jacob Hellmann Jung-Stilling. Die Eheleute hatten fünf Kinder, von denen zwei früh starben.

## Schriften
Als Herausgeber:
- August Huth (Bearb., Hrsg.): Worte mütterlicher Liebe an meine Tochter / aus dem Nachlasse der seligen Freifr. Wilhelmine von Oeynhausen zu Grevenburg .... Brönner, Frankfurt am Main 1835; 4. Auflage: Schriften-Niederlage des Evangelischen Vereins, Frankfurt am Main 1864 (Digitalisat).
- Der Psalter Davids: Der erste bis achte Psalm in fünfundzwanzig Predigten ausgelegt und erklärt von Johannes Arnd, weiland General-Superintendent des Fürstenthums Lüneburg, Verfasser der sechs Bücher vom wahren Christenthum. Brönner, Frankfurt am Main 1847.

## Archivalien
Archivalien von und über den Theologen finden sich beispielsweise
- im Hessischen Staatsarchiv Darmstadt unter dem Titel Schreiben des Dr. Huth aus Gundernhausen wegen der Grabsteine der von Schrautenbach in der dortigen Kirche, Sachakte von 1865, Archivsignatur HStAD Bestand E 12 Nr. 289/1[21]